# Jan Daniël van der Munnik
Jan Daniël van der Munnik (Leens, 30 juli 1896 – Leer, 24 november 1959) was een Nederlands politicus. 
Hij werd geboren als zoon van Gijsbertus van der Munnik (1858-1928; predikant) en Aaltje Rijkens (1868-1938). Rond 1917 begon hij zijn loopbaan als volontair bij de gemeentesecretarie van Leens. Daarna was hij als ambtenaar werkzaam bij de gemeenten Delfzijl, Idaarderadeel en Winschoten. Van der Munnik werd in 1928 benoemd tot burgemeester van Loppersum. Eind 1959 raakte hij ernstig gewond bij een verkeersongeval in de West-Duitse plaats Leer en enkele dagen later overleed hij daar op 63-jarige leeftijd in een ziekenhuis. 
Zijn oudere broer Daniël van der Munnik was eveneens in Groningen burgemeester. 